# Elektrifizierung

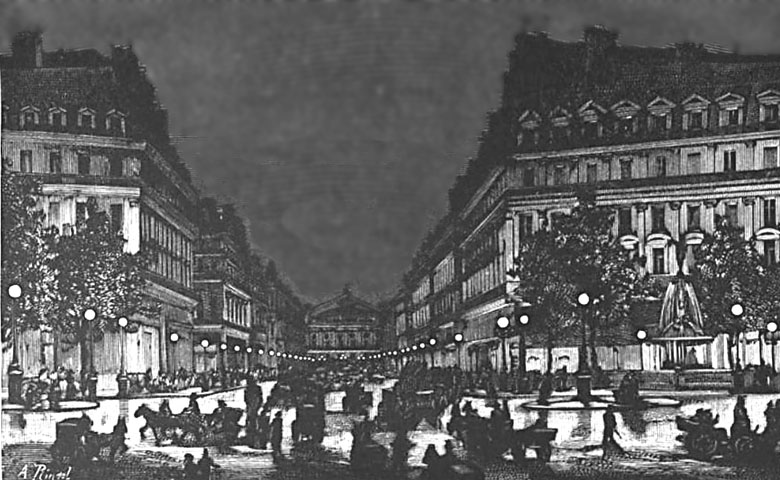
Elektrische Kohlebogenlampen auf der Weltausstellung Paris 1878

Als Elektrifizierung (in der Schweiz auch Elektrifikation), veraltet auch Elektrisierung, wird allgemein die Bereitstellung der Infrastruktur in Form von Stromnetzen zur Versorgung einer Region oder eines Landes mit elektrischer Energie bezeichnet. Sie begann in Folge der industriellen Revolution in den 1880er Jahren und stellt einen kontinuierlichen Vorgang dar. Als wesentliche Eigenschaft ermöglicht die Elektrifizierung im großen Maßstab die räumliche Trennung zwischen dem Energieverbraucher, beispielsweise einem elektrischen Antrieb oder Beleuchtung, und dem Kraftwerk, in dem verschiedene Primärenergiequellen in elektrische Energie umgewandelt werden. Im industriellen Bereich ermöglichte die Elektrifizierung die Ablösung von räumlich beschränkten und mechanisch aufwändigen Energieverteilungssystemen wie der Transmissionswelle.

## Geschichtliche Entwicklungen
Der Aufbau einer Elektrizitätsversorgung in Großstädten begann in Europa und den USA Ende des 19. Jahrhunderts und damit etwa 50 Jahre später als die Gasversorgung, die bereits Anfang des 19. Jahrhunderts zur Beleuchtung von Großstädten beitrug.

### Elektrische Beleuchtung
Eines der wichtigsten Anwendungsgebiete von Elektrizität war zunächst die Beleuchtung. Zunächst wurden größere Veranstaltungen wie die Weltausstellung Paris 1878 mit der neuartigen Kohlebogenlampe ausgestattet. Es folgten verschiedene weitere Bereiche wie die Theaterbeleuchtung, denn offenes Feuer wie bei der Öl- und Gasbeleuchtung führte immer wieder zu Unfällen wie dem Wiener Ringtheaterbrand. Auch in der Straßenbeleuchtung fand elektrisches Licht Anwendung.
Die zunächst eingesetzten Kohlebogenlampen oder jablotschkowschen Kerzen waren für Privathaushalte zu teuer und zu aufwändig oder hatten den Nachteil von Geruchsentwicklung oder Geräuschbildung.
Verbreitung, insbesondere in wohlhabenden Privathaushalten oder Hotels, fand die Kohlenfadenlampe, eine Bauform der Glühlampe, die einen Faden aus Kohle durch den elektrischen Strom zum Glühen bringt. Der Brite Joseph Wilson Swan entwickelte 1878 eine niederohmige Kohlenfadenlampe mit vergleichsweise dickem und leicht zu produzierendem Faden, welcher aber nur an geringen Spannungen betrieben werden konnte.
Thomas Alva Edison entwickelte 1879 eine Kohlenfadenlampe mit schwieriger herzustellendem, dünnem Kohlenfaden für eine Betriebsspannung um die 100 Volt, die den wirtschaftlichen Durchbruch schaffte. Durch die höhere Spannung war die Möglichkeit zur Stromverteilung in Form erster Gleichstromnetze gegeben. Edison war einer der Ersten, die das Potential der elektrischen Beleuchtung erkannten und kommerziell anwenden konnte.
Allerdings war die Kohlenfadenlampe anfangs gegenüber der Gasbeleuchtung, insbesondere dem von Carl Auer von Welsbach verbesserten Gaslicht, preislich noch wenig konkurrenzfähig. Erst im Lauf der Zeit konnten die Kohlefäden durch heute noch übliche Glühlampen mit Metallfäden aus verschiedenen Metallen mit sehr hohen Schmelzpunkten wie Wolfram ersetzt werden. Dies ermöglichte eine höhere Leistung, eine längere Lebensdauer und bei gleicher Helligkeit ein Absenken des Energieverbrauchs. Die Glühlampe verdrängte innerhalb kurzer Zeit die Gasbeleuchtung. Die heute noch gebräuchlichen Drehschalter sind den Drehventilen der damaligen Gasbeleuchtung nachempfunden.

### Elektrische Antriebe

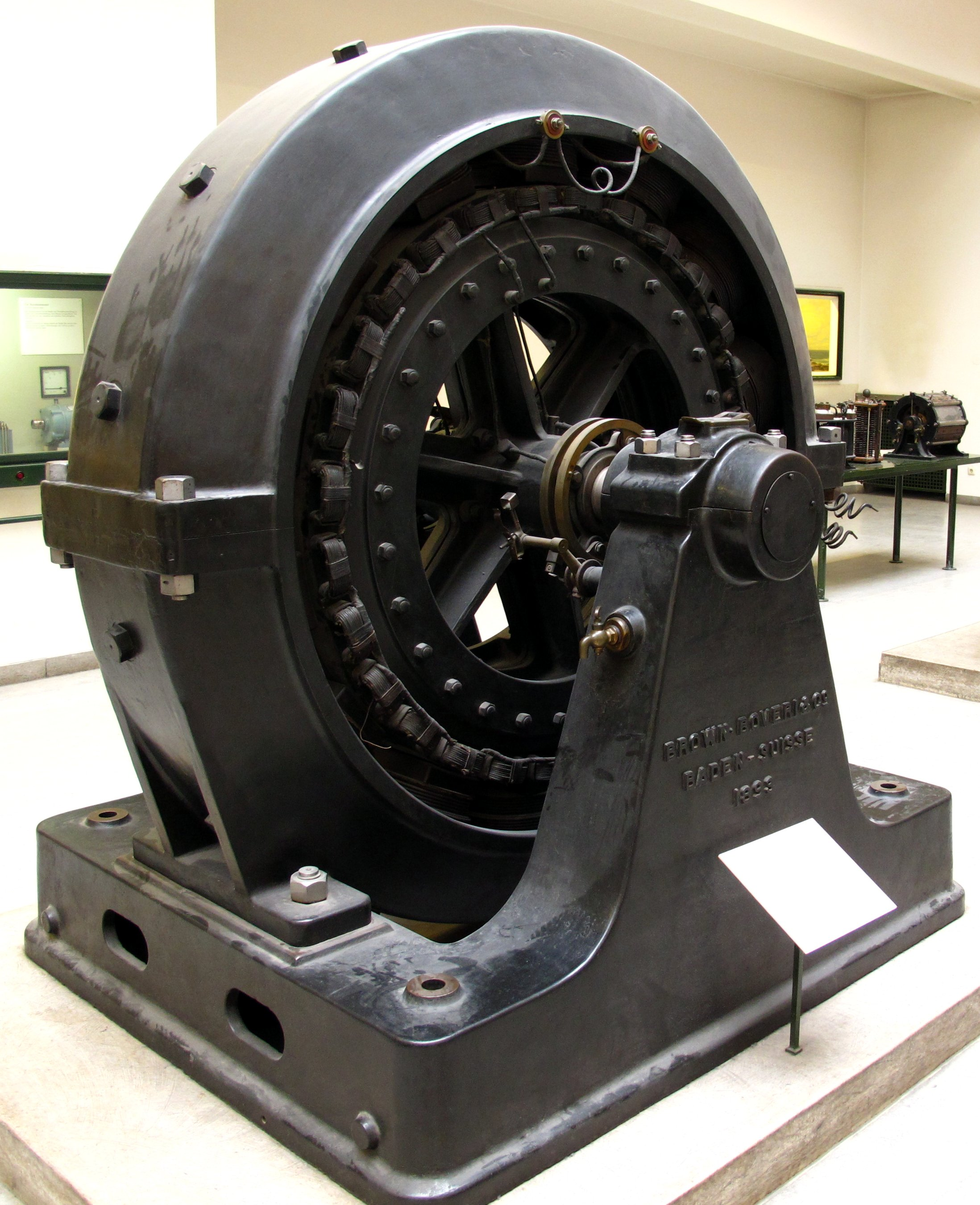
Zweiphasen-Synchronmotor, Baujahr 1893

Neben der elektrischen Beleuchtung und Elektrowärme hatten elektrische Antriebe von Beginn der Elektrifizierung eine große Bedeutung. Werner Siemens ließ im Jahr 1866 seine Dynamomaschine patentieren, deren Aufbau verhalf dem Elektromotor als Antriebsmaschine zum Durchbruch bei einer praxistauglichen breiten Anwendung. Die Bauformen von Elektromotoren wurde im Laufe der Jahre verbessert, so dass der Bedarf an elektrischer Energie für Antriebe immer höher wurde und in Berlin um die Jahrhundertwende (1900) erstmals den Energiebedarf für Beleuchtungszwecke, damals auch „Lichtstrom“ genannt, überstieg.
Die kompakten Elektromotoren verdrängten in Fabrikanlagen zunehmend die sonst üblichen Dampfmaschinen, Gasmotoren, Wasserkraftanlagen und Transmissionen. Dies führte auch zu einer Aufwertung des Handwerks, da mechanische Energie nun ohne weiteres überall verfügbar war.
Industriebetriebe schufen oft ihre eigenen Kraftwerke, beispielsweise Märkisches Elektrizitätswerk, die neben elektrischer Energie auch Prozesswärme lieferten. Trotzdem erfolgte die Elektrifizierung bis zum Ersten Weltkrieg immer noch hauptsächlich in den Städten oder an besonders geeigneten Orten.

### Stromnetze
Die ersten Anwendungen der Elektrizität, bspw. in der Galvanisierungstechnik oder zu Beleuchtungszwecken erfolgte in einfachen Netzen, die den Erzeuger direkt mit dem Verbraucher koppelten. Es kamen sowohl Gleich- wie auch Wechselspannungserzeuger zum Einsatz, letztere bspw. bei der Beleuchtung mit Lichtbogenlampen oder in Leuchttürmen. Der Vorteil der elektrischen Energieversorgung ist jedoch die einfache Möglichkeit der Energieverteilung durch elektrische Netze, mit deren Hilfe überschüssige Energie an Interessenten abgegeben werden kann, oder für einen störungsfreien Betrieb mehrerer Erzeuger zu einem Verbund zusammengeschaltet werden können.
Grundsätzlich werden zwei Arten von Stromnetzen unterschieden, Gleich- und Wechselspannungsnetze.

#### Gleichspannungsnetze

Schaltungsschema von Edisons Dreileitersystem für Gleichspannung

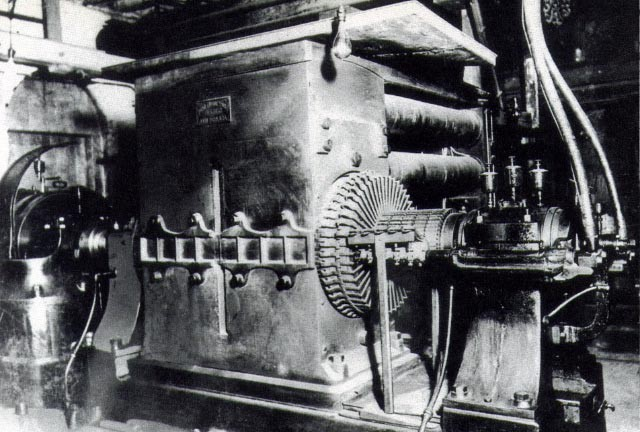
Edisons Gleichstromgenerator Jumbo

Edison bevorzugte Gleichspannungssysteme, in denen bei konstanter Last ein Gleichstrom fließt, da er verschiedene Patente zu Gleichspannungsgeräten hielt und Einkünfte hieraus nicht verlieren wollte. So entwickelte Edison einen der ersten Stromzähler, um den Verbrauch an elektrischer Energie messen und danach verrechnen zu können. Dieser als Edisonzähler bezeichnete Stromzähler konnte nur Gleichströme erfassen. Erste Stromnetze von Edison, wie die Pearl Street Station und das in nebenstehendem Schaltungsschema vereinfacht dargestellte, sahen in jedem Stadtviertel ein kleines Kraftwerk vor und bestanden aus Gleichstromgeneratoren, in der Skizze mit G1 und G2 bezeichnet. Diese lokalen Edison-Stromnetze besaßen eine Ausbreitung von etwa 1,5 km Durchmesser. Der von ihm entwickelte Gleichstromgenerator Typ Jumbo war 24 t schwer und hatte ungefähr 100 kW Leistung, die für zirka 1200 Glühlampen ausreichte.
Diese von Dampfmaschinen angetriebenen Generatoren erzeugten eine sogenannte bipolare Gleichspannung, bezogen auf Erdpotential jeweils auf einen Außenleiter eine positive Gleichspannung von +110 V und auf einen zweiten Außenleiter eine negative Spannung von −110 V. Dadurch sind, mit dem Mittenleiter, der auf Erdpotential liegt, in Summe drei Leiter nötig, weshalb diese Form auch als Dreileiternetz bezeichnet wird.
Durch die Kombination von zwei Generatoren und einer gegenüber Erdpotential positiven und negativen Spannung standen den Verbrauchern zwei unterschiedlich hohe Gleichspannungen zur Verfügung: 110 V und 220 V. Ein damals üblicher Verbraucher war die Kohlenfadenlampe, eine erste Bauform der Glühlampe. Kohlenfadenlampen wurden mit Spannungen um die 100 V betrieben und zwischen Erde und einem der beiden Außenleiter angeschlossen. Die Lampen wurden in der Anzahl zwischen den beiden Außenleitern möglichst gleichmäßig aufgeteilt. Weitere wesentliche Verbraucher zu der Zeit waren elektrische Gleichstrommotoren für den mechanischen Antrieb, beispielsweise von Werkzeugmaschinen. Gleichstrommotoren wurden aufgrund der höheren Leistung im Vergleich zu Glühlampen auf eine höhere Spannung von 220 V ausgelegt und zwischen den beiden Außenleitern angeschlossen. Dadurch konnten die Querschnitte der Kabel in vertretbarem Rahmen gehalten werden, um den Spannungsverlust entlang der Leitung nicht zu stark ansteigen zu lassen.
Diese Form von Dreileiternetz nach Edison ist in Niederspannungsnetzen im nordamerikanischen Raum heute in Form der Einphasen-Dreileiternetze üblich. Die Dreileiteranordnung wird allerdings mit Wechselspannung und einer Netzfrequenz von 60 Hz betrieben. Das Prinzip von Edison mit zwei unterschiedlich hohen Spannungen (die niedrige Spannung für den Betrieb von leistungsschwachen Geräten wie Beleuchtung und eine hohe Spannung für Geräte mit hohem Stromverbrauch wie Wäschetrockner) ist erhalten geblieben. Von Edisons Dreileiternetzen zu unterscheiden sind auch heute verfügbare Drehstromanschlüsse, wie sie vor allem in Europa üblich sind. Dabei sind auch zwei unterschiedlich hohe Spannungen verfügbar, welche allerdings über einen anderen Verkettungsfaktor zueinander ein anderes Verhältnis als in Einphasennetzen aufweisen. Außerdem steht bei Dreiphasenwechselstrom ein Drehfeld für den direkten Antrieb von Drehfeldmaschinen wie dem Asynchronmotor zur Verfügung, was bei Einphasen-Dreileiternetzen grundsätzlich nicht verfügbar ist.
Gleichstrom hat in den heutigen vermaschten Stromnetzen wie dem Verbundnetz keine Bedeutung, da durch die Verfügbarkeit von leistungsfähigen Gleichrichtern Verbraucher, die Gleichspannung benötigen – wie elektronische Geräte – die nötige Gleichspannung im Gerät erzeugen können. U-Bahnen, Straßen- und einige Vollbahnen fahren aus historischen Gründen heute noch mit Gleichstrom. In der Energieversorgung wird Gleichstrom bei Verbindungen zwischen zwei Punkten in Form der Hochspannungs-Gleichstrom-Übertragung (HGÜ) zum Transport der elektrischen Energie über weite Entfernungen oder bei Seekabeln eingesetzt, um Blindleistungsprobleme zu vermeiden oder um unterschiedliche Wechselspannungsnetze miteinander in Form der HGÜ-Kurzkupplung verbinden zu können.

#### Wechselspannungsnetze
Mit der Entdeckung des dynamoelektrischen Prinzips 1866 durch Werner von Siemens wurden erstmals größere Mengen von elektrischer Energie verfügbar. Durch die Erfindung des Transformators 1881 von Lucien Gaulard und John Dixon Gibbs wurde auch der Transport der größeren Energiemengen über weite Strecken kostengünstig möglich. Denn durch Transformatoren kann eine geforderte elektrische Wirkleistung durch eine höhere Spannung mit kleinerem Strom und somit mit geringeren Leitungsverlusten übertragen und beim Kunden wieder in kleinere Spannungen zurück transformiert werden. Diese Entwicklung bei der Elektrifizierung wurde 1887 mit der Erfindung des Zweiphasenwechselstroms durch Nikola Tesla und des Dreiphasenwechselstroms durch Michail von Dolivo-Dobrowolsky im Jahr 1888 ergänzt und bildet die heute in der elektrischen Energietechnik und in Stromnetzen üblichen Zwei- oder Dreiphasensysteme.
Die Verbreitung der Wechselspannungstechnik wurde in den USA durch Edison u. a. durch Patente und Einflussnahme auf die Gesetzgebung behindert. Patentrechtlich beschränkte er das Benutzungsrecht verkaufter Glühlampen auf die lizenzierten Stromnetze. Hotels und Büros mit eigenen Generatoren wurden erfolgreich mit gerichtlichen Verfügungen auf Unterlassung der weiteren Nutzung ihrer Glühlampen belegt. Edison sicherte sich so auch den Markt der elektrotechnischen Infrastruktur und behinderte freien Wettbewerb und Innovation. Diese Auswirkungen des Patentrechts wurden in den Zeitungen der damaligen Zeit kritisch kommentiert. So konnte der Unternehmer George Westinghouse im Gegensatz zu Edison seinen Kunden keine komplette Lösung inklusive Stromversorgung anbieten, da er keine Patentrechte für die Produktion von Glühlampen besaß. Post- und Bahngesellschaften fürchteten um ihre bestehende Infrastruktur, sodass Betreibern elektrischer Leitungen erhebliche Auflagen in Form von Vorschriften gemacht wurden.

##### Entwicklung des Transformators

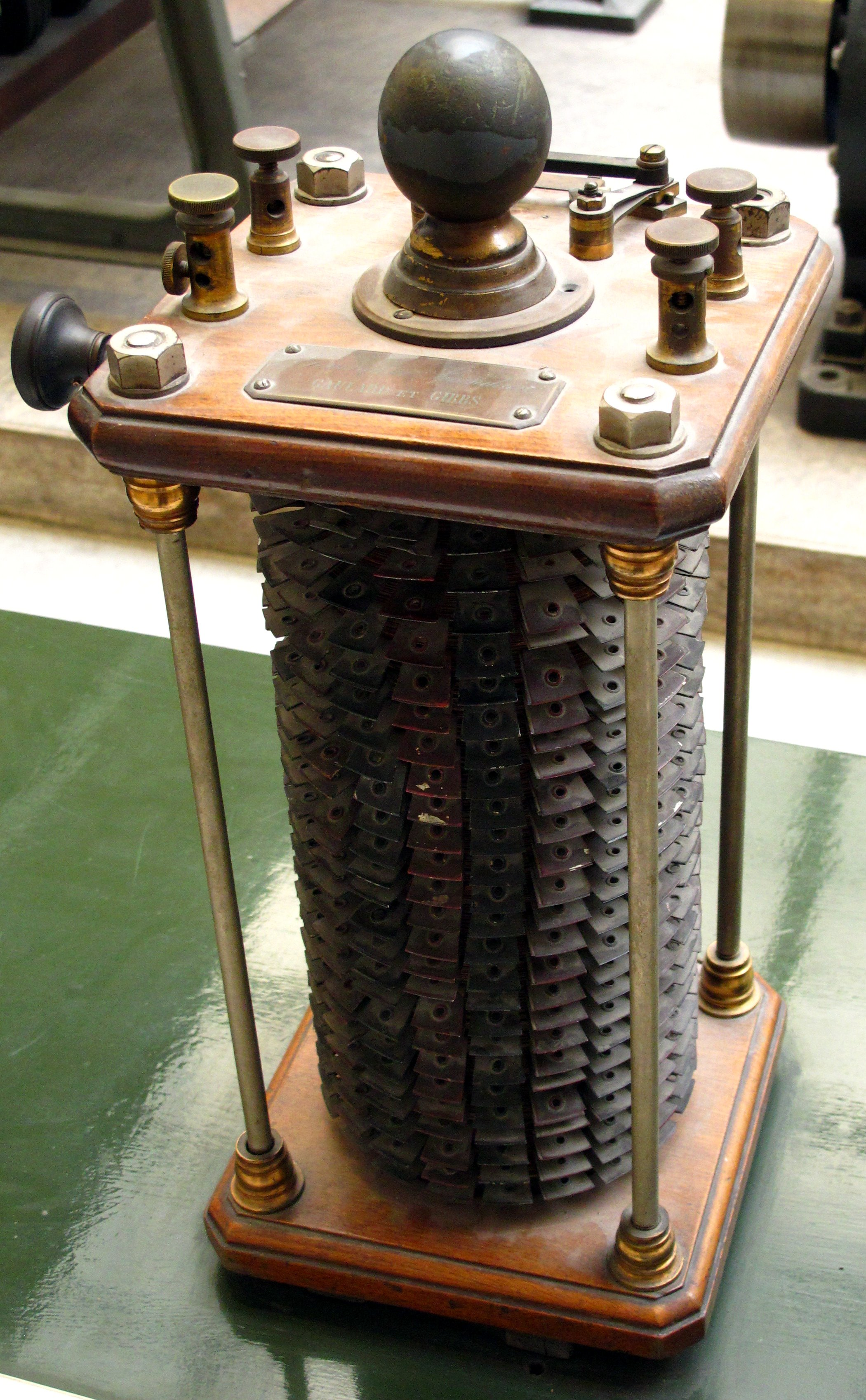
Transformator von Gaulard und Gibbs

Erste Arbeiten zu Transformatoren in den ersten Stromnetzen von Lucien Gaulard und John Dixon Gibbs stammen vom Anfang der 1880er Jahre und waren als sogenannte Lufttransformatoren sehr ineffizient. Diese Transformatoren hatten einen offenen magnetischen Kreis und somit einen hohen magnetischen Streufluss. Mit diesen ersten Transformatoren konnte die zur Verteilung hohe Wechselspannung – die hohe Spannung war aufgrund der Verlustminimierung auf längeren Distanzen nötig – auf niedrigere Spannungen von runden 100 V für die Versorgung einzelner Glühlampen gebracht werden. Der Begriff Transformator war zur damaligen Zeit aber noch nicht üblich; die Geräte wurden als „Sekundär-Generator“ bezeichnet. Davon leitet sich die bis heute übliche Zuordnung der Transformatoren zum Bereich der elektrischen Maschinen ab.
Bei dem Transformator nach Gaulard und Gibbs war durch den offenen magnetischen Kreis eine starke Lastabhängigkeit gegeben, so kam es durch das Zu- und Wegschalten einzelner Verbraucher durch die in Reihe geschalteten Primärwindungen der Lufttransformatoren sowie den hohen Streufluss und die nur geringe magnetische Kopplung zu Spannungsänderungen, womit sich die einzelnen Wechselspannungsverbraucher gegenseitig störend beeinflussten. Bei Glühlampen führte dies zu unterschiedlichen Helligkeiten, je nachdem wie viele Glühlampen in der Nachbarschaft gerade eingeschaltet waren. Zur Minderung dieses Störeffektes, heutzutage als Flicker bezeichnet, wurde eine Steuerung in Form eines magnetischen Stabes im Zentrum des Transformators vorgesehen, der bei Spannungsschwankungen etwas herausgezogen oder in den Aufbau hinein geschoben werden konnte.

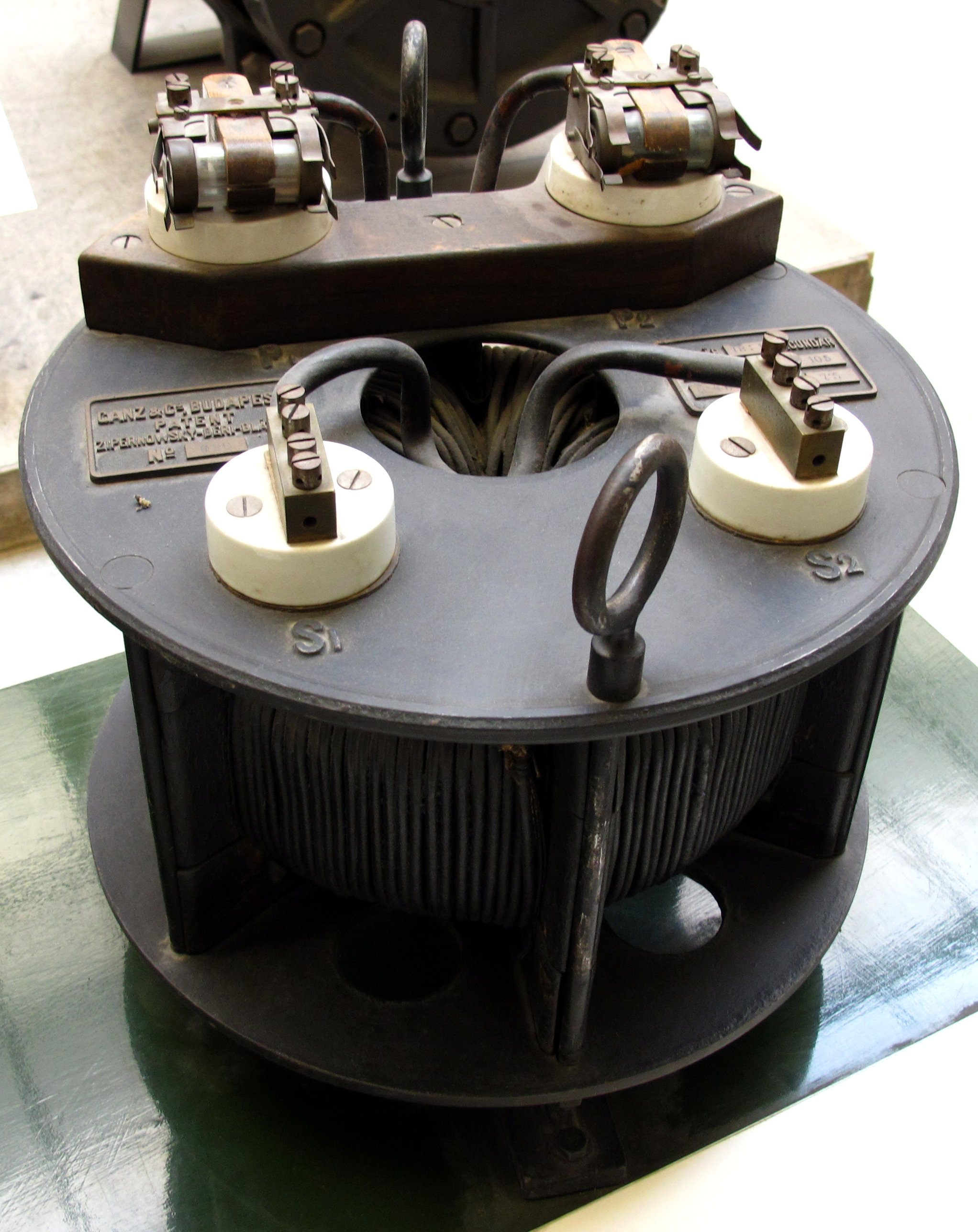
Transformator von Bláthy, Déri und Zipernowsky

Eine Verbesserung dieser ersten Transformatoren gelang 1885 den Ungarn Károly Zipernowsky, Miksa Déri und Ottó Titusz Bláthy mit einem magnetisch geschlossenen Transformatorkern, ähnlich aufgebaut wie die heute üblichen Ringkerntransformatoren. Außerdem wurden die Primärseiten der einzelnen Transformatoren nicht in Reihe, sondern parallel geschaltet, womit die gegenseitige Beeinflussung der einzelnen Verbraucher vernachlässigbar klein wurde und damit versorgte Glühlampen deutlich gleichmäßiger leuchteten. Durch den Aufbau des Transformators konnten auf der Oberspannungsseite höhere elektrische Spannungen erreicht werden, und damit konnte die elektrische Leistung mit vergleichsweise geringen Übertragungsverlusten auch über größere Strecken transportiert werden. Dieses grundlegende Prinzip wird heute in der elektrischen Energietechnik angewendet.

##### Entwicklung des Wechselstrommotors
Die Erzeugung von Wechselspannung mit Wechselspannungsgeneratoren war schon länger bekannt und in Form der Alliance-Maschine zur Marktreife gebracht. Die Umkehr des ihr zugrunde liegenden Induktor-Prinzips gelang jedoch nicht zufriedenstellend. Die ersten Motoren konnten nur im Synchronismus nennenswerte Energie abgeben und mussten in diesen Zustand durch äußere Kräfte (beispielsweise einen Gleichstrommotor) gebracht werden.
Durch das Einfügen eines Kommutators und einer Feldspule konnte Károly Zipernowsky 1885 den von Gleichstrommaschinen abgeleiteten einphasigen Wechselstrommotor entwickeln. Dieser erlangte als Reihenschlussmotor oder Allstrommotor große Verbreitung. Durch den Kommutator und die hohen Eisenverluste hatten diese Motoren aber einige Nachteile, die unter anderem dazu führten, solche Motoren bei niedrigen Netzfrequenzen zu betreiben (siehe Bahnstrom). Auch in diversen Haushaltsgeräten finden Allstrommotoren Anwendung.
Den Durchbruch brachte die Einführung von Mehrphasenstrom, insbesondere des 3-phasigen Drehstroms. Gleich mehrere Erfinder (unter anderem Tesla, Doliwo-Dobrowolsky oder Haselwander) fanden nahezu zeitgleich um 1890 herum verschiedene Anordnungen, die sich als Drehstromgenerator oder -Motor nutzen ließen.

### Öffentlichkeitsarbeit zur Verbreitung der Elektrizität
In der Zeit von 1881 bis 1891 wurden die neuesten elektrotechnischen Errungenschaften regelmäßig in Form internationaler Elektrizitätsausstellungen einem großen Publikum präsentiert, erweckten entsprechende Begehrlichkeiten und erhöhten so die Nachfrage. Hervorzuheben ist die Internationale Elektrotechnische Ausstellung von 1891, die im Rahmen der Drehstromübertragung Lauffen–Frankfurt über 176 Kilometer erstmals zeigte, dass hochtransformierte Wechselspannung über größere Entfernungen transportiert werden konnte. Der relativ einfache Aufbau der elektrischen Energieübertragung bei einer Übertragungsleistung über 100 kW prädestinierte sie als Möglichkeit zur Kraftübertragung, die damals noch mit Druckwasser, Transmissionen oder Druckluft in kleinräumigen Ausmaß realisiert wurde. Die neun Jahre zuvor im Jahr 1882 in Betrieb genommene Gleichstromfernübertragung Miesbach–München über 57 Kilometer wies im Vergleich dazu eine Übertragungsleistung von rund 1 kW auf.

### Instituts-, Verbands- und Firmengründungen
Neben der Technik musste auch das Wissen über die Elektrizität verbreitet werden, und Normierungen mussten vereinbart werden. In Deutschland wurde 1879 der Elektrotechnische Verein e. V. gegründet, ein Vorläufer des VDE, 1883 wurde erstmals ein Lehrstuhl für Elektrotechnik eingerichtet (siehe Erasmus Kittler). 1887 folgte die Gründung der von Siemens angeregten Physikalisch-Technischen Reichsanstalt, die sich nicht nur auf dem Gebiet der Elektrizität wichtigen Fragen der Normung und Grundlagenforschung widmete.
Auch die Gründung namhafter elektrotechnischer Firmen fällt in diesen Zeitraum, beispielsweise 1882 Helios, AEG in 1887, BBC in 1891, Schuckert & Co. 1893, Siemens Werke 1897. Vor dem Ersten Weltkrieg nahm die deutsche Elektroindustrie mit einem Anteil von ca. 50 % an der Weltproduktion die Führungsposition ein.
In der Medizin wurde die Elektrizität schon länger eingesetzt, nicht zuletzt waren die Entdeckungen von Luigi Galvani auf deren Verwendung zurückzuführen. Auch die negativen oder schädlichen Effekte wurden untersucht; in Wien wurde 1929 ein Lehrstuhl für Elektropathologie eingerichtet, den Stefan Jellinek innehatte, der seit 1899 Studien zu Elektrounfällen und deren Verhütung anstellte.

### Zeitliche Entwicklung und Netzausbau

#### Deutschland

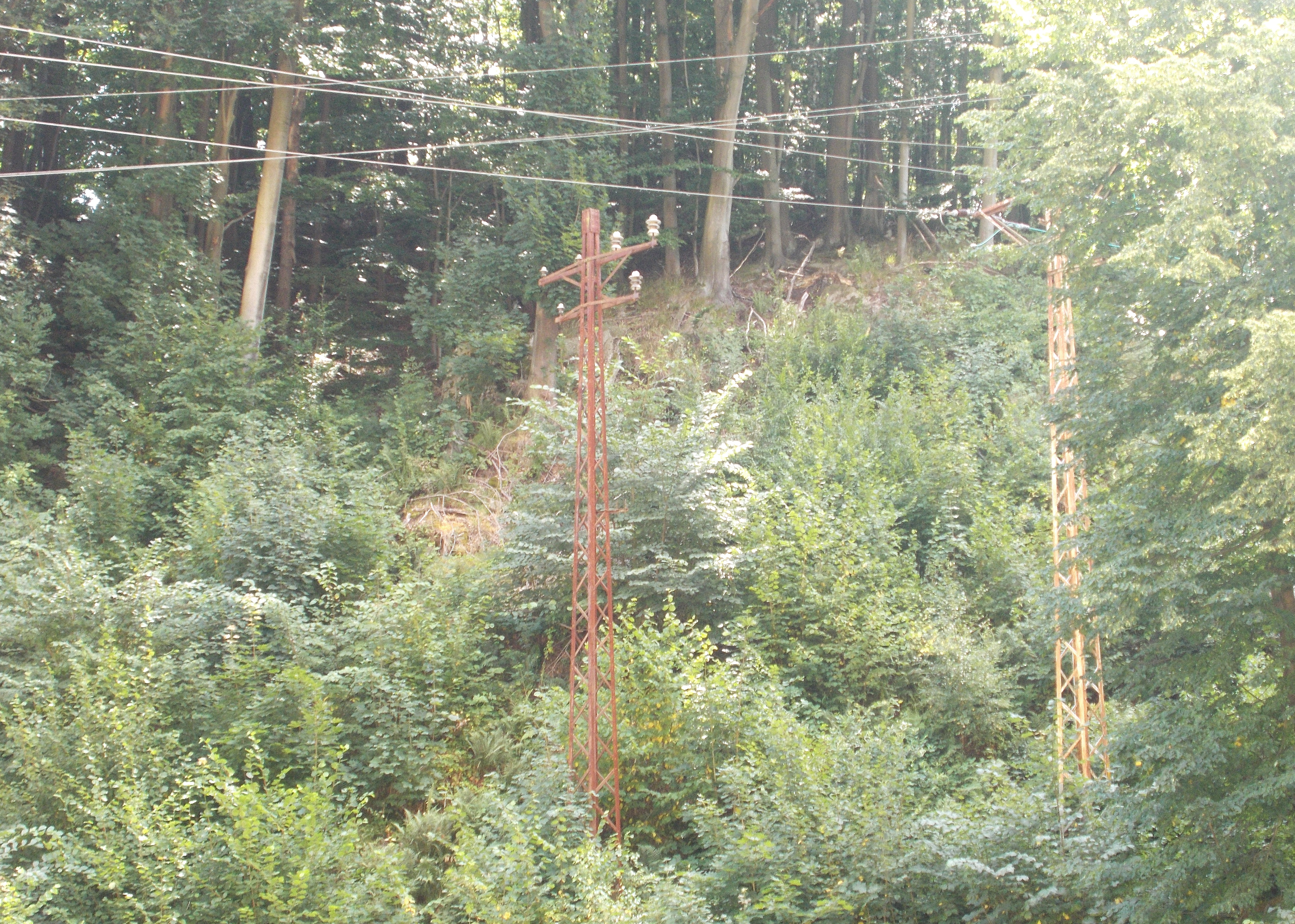
Freileitungsmast von etwa 1905 bei der Talsperre Marklissa
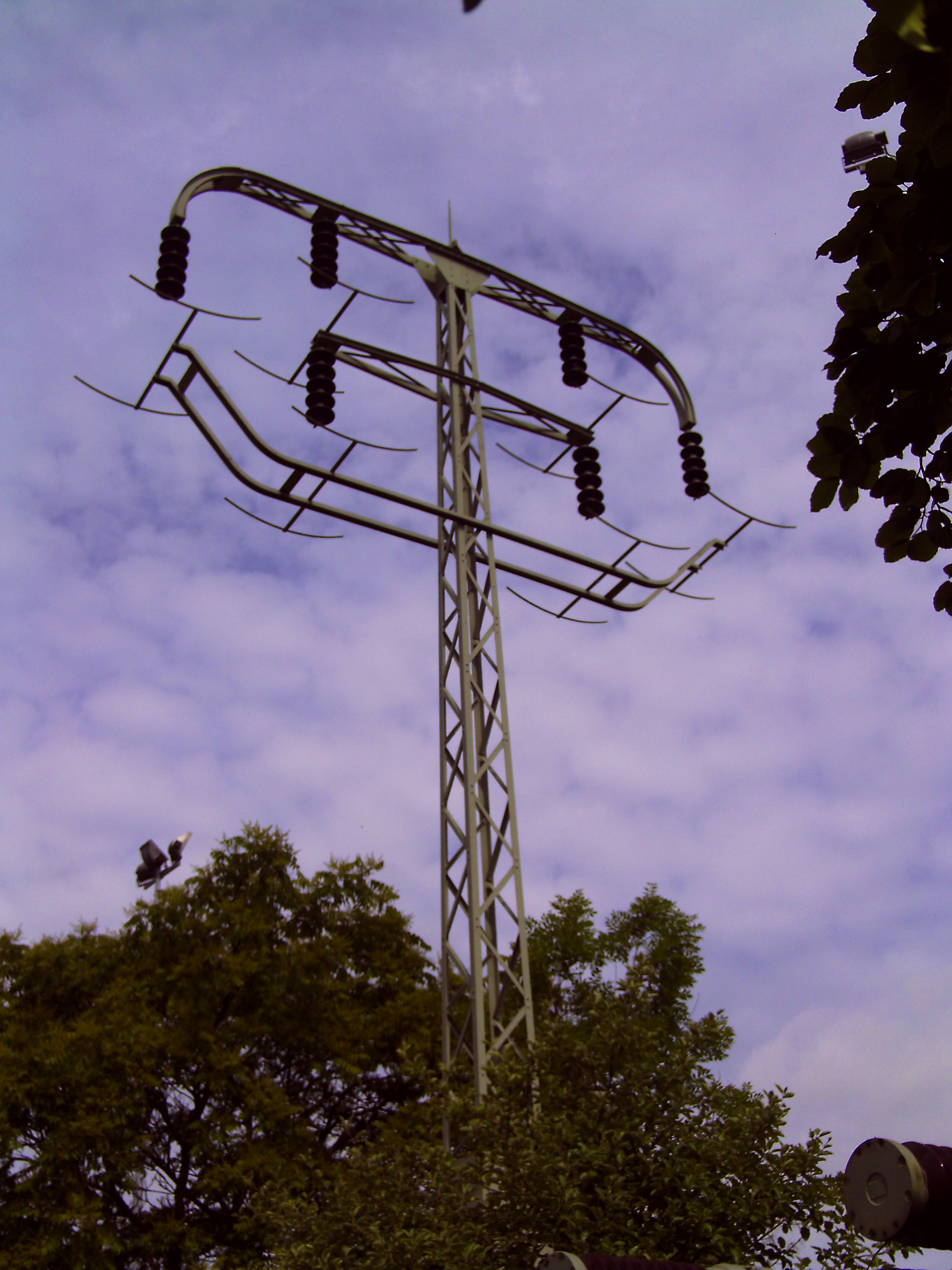
Die 1912 gebaute 110-kV-Leitung Lauchhammer–Riesa war die erste Hochspannungsleitung mit mehr als 100 kV in Deutschland
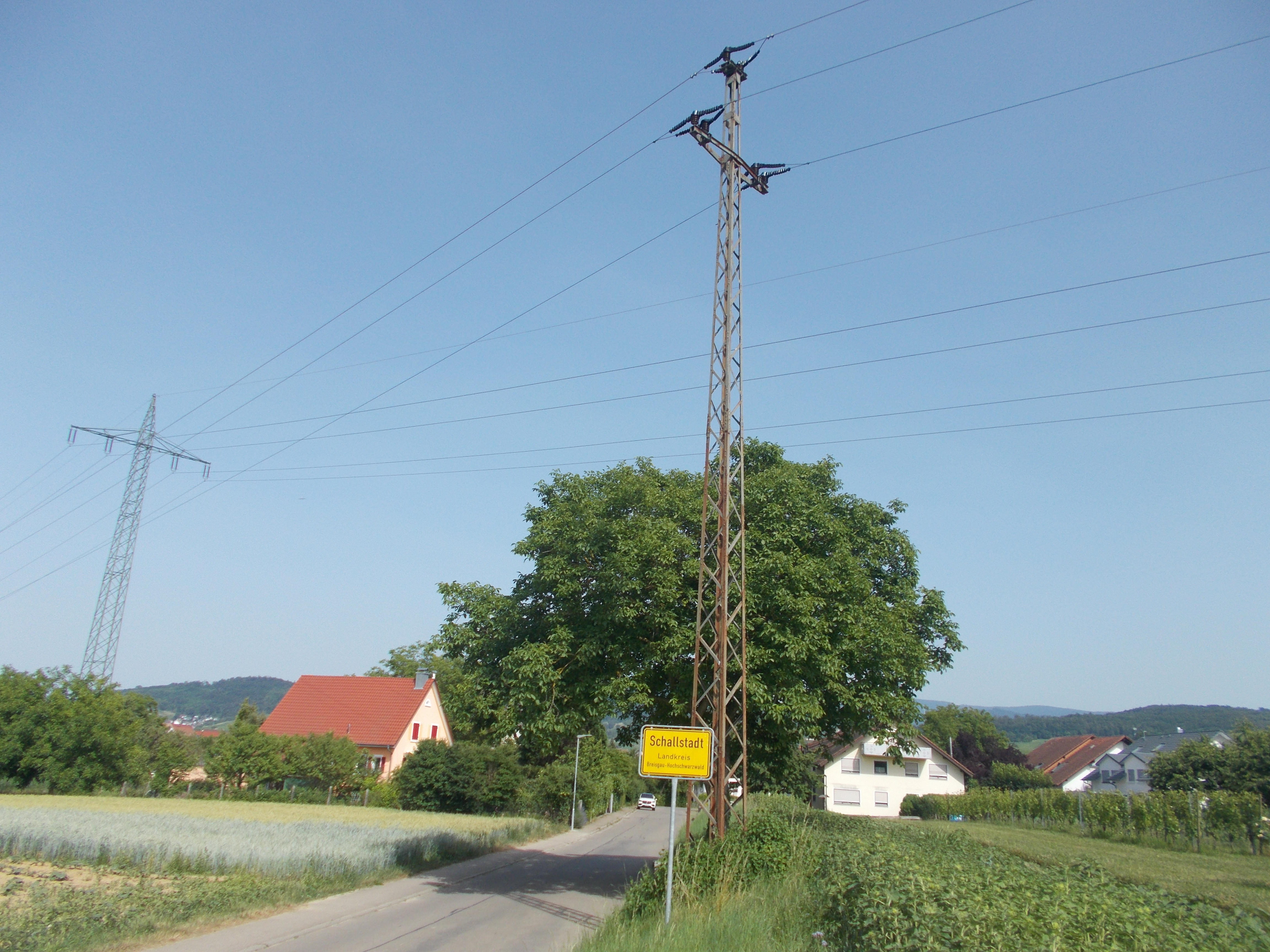
Freileitungsmast der 1913 gebauten 70-kV-Leitung Mülhausen–Freiburg
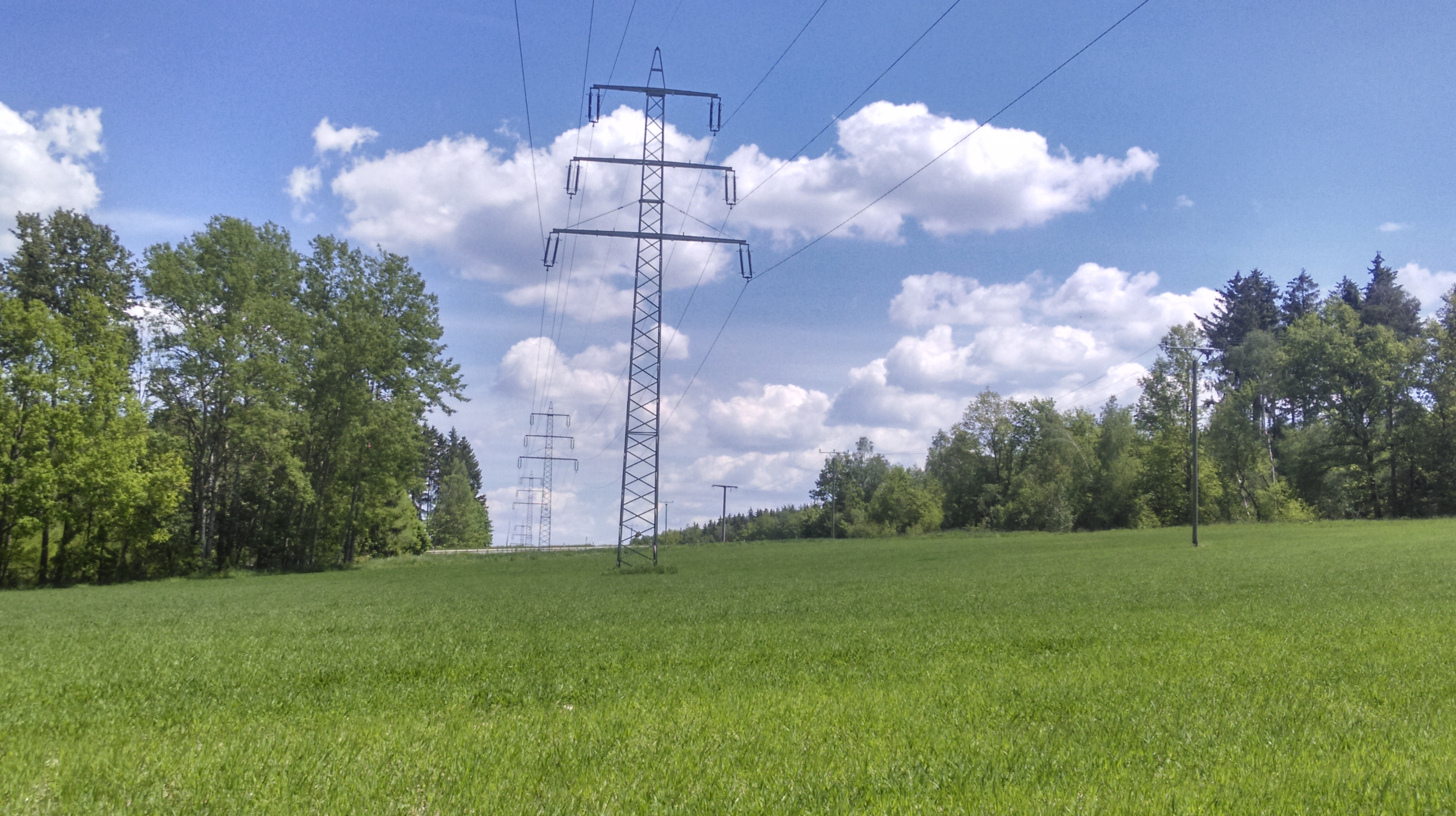
Tannenbaummast einer 110-kV-Freileitung aus den frühen 1920ern
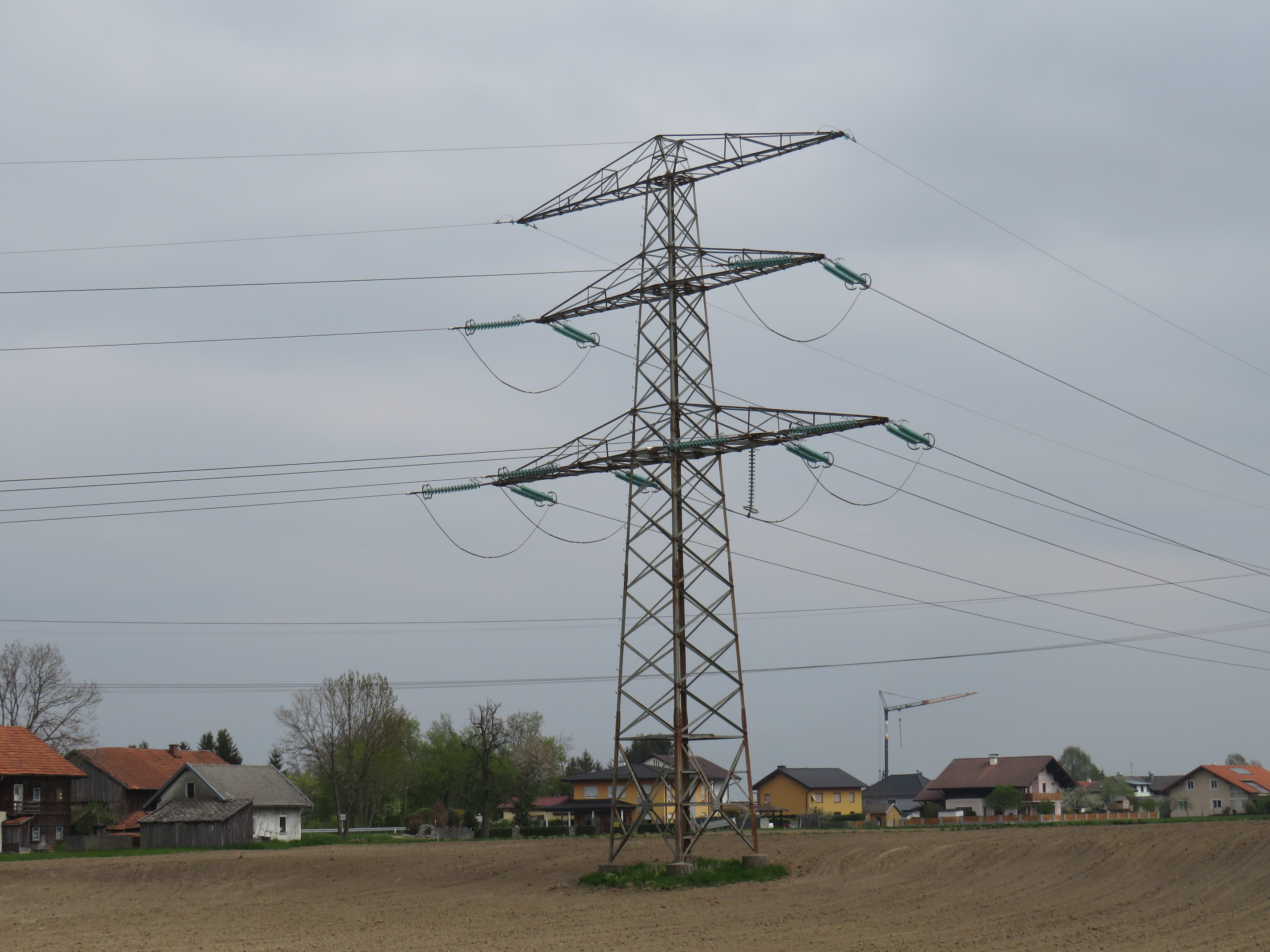
220-kV-Freileitung (Reichssammelschiene) der Elektrowerke Anfang der 1940er
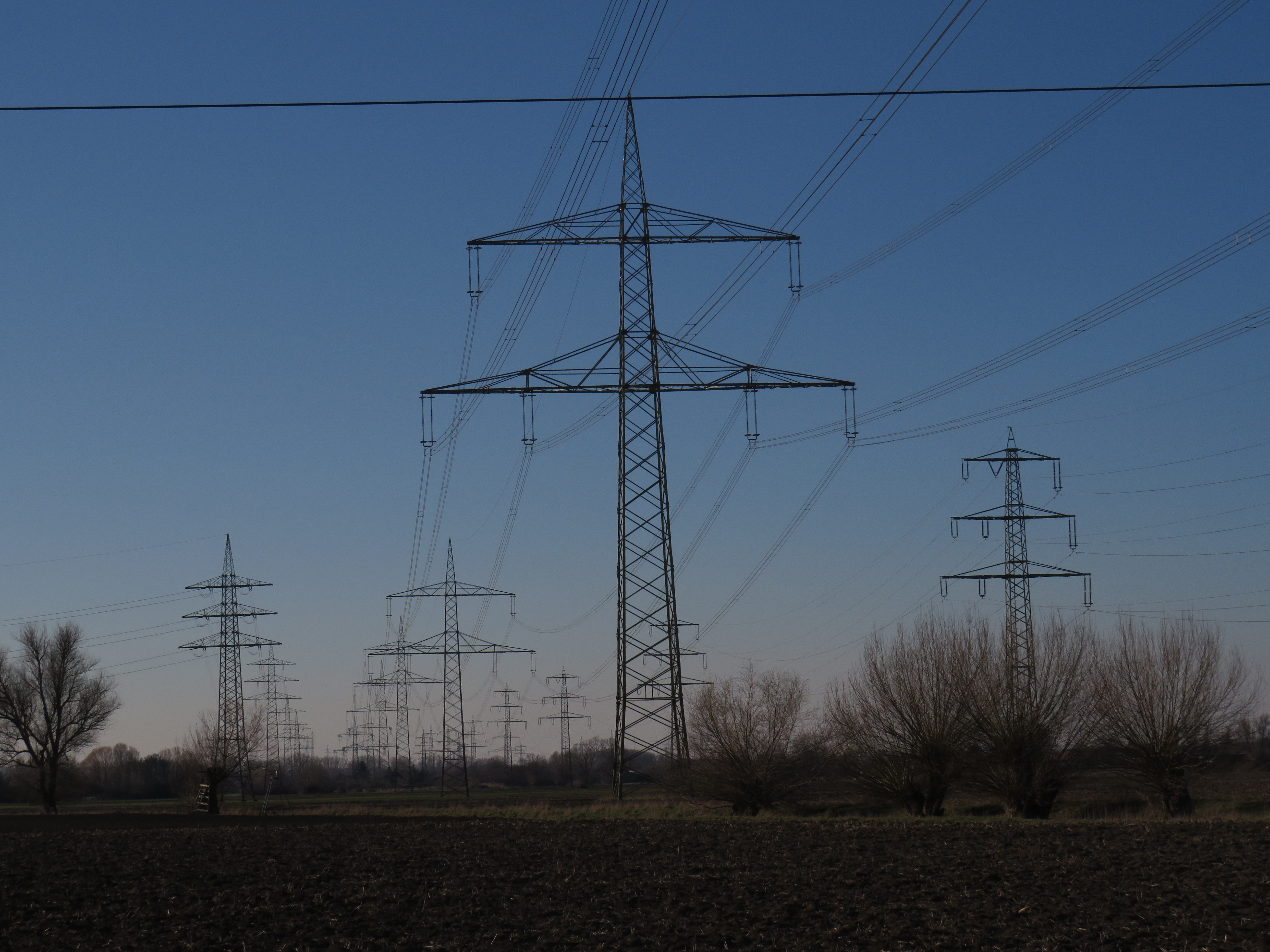
Freileitungsmast (Donaumast) der 380-kV-Leitung Rommerskirchen–Bürstadt–Hoheneck von 1957

Das erste größere Unternehmen, das eine allgemeine Stromversorgung sowohl mit Kraft- als auch Lichtstrom anbot, waren die 1884 durch Emil Rathenau gegründeten Berliner Elektricitäts-Werke. Die Versorgung erfolgte anfangs durch eine Zahl von Blockstationen, die Verbraucher im Umkreis von ca. 800 m Umkreis versorgten. Anderenortes übernahmen Industrieunternehmen wie Zechen die Stromversorgung, indem sie benachbarte Kommunen oder Interessenten mitversorgten. Die frühen Kraftwerke hatten anfangs starke Ausnutzungsprobleme und ein sehr wenig ausgeglichenes Lastprofil: Während anfangs Elektrizität nur für Beleuchtungszwecke verwendet wurde, wurde später tagsüber immer mehr Kraftstrom benötigt, während abends oder nachts nur noch kleine Energiemengen erforderlich waren, die den Betrieb großer Generatoren nicht mehr wirtschaftlich erscheinen ließen. Diesem Ungleichgewicht konnte nur teilweise mit elektrochemischen Energiespeichern in Form von Akkumulatoren begegnet werden. Zudem wurde durch die zunehmende Verbreitung eine höhere Versorgungssicherheit gefordert, die im Inselbetrieb erhebliche Redundanzen erfordert hätte. Daher fand eine stetige Vernetzung der Kraftwerke untereinander statt, auch über größere Entfernungen durch Überlandzentralen, und es bildeten sich die Vorläufer der heutigen Verbundnetze. So lag die „Reservehaltung“ der öffentlichen Stromversorger im Jahre 1913 noch bei 42 %, im Jahre 1930 durch die stärkere Vernetzung nur noch bei 28,57 %. Zudem konnten die städtischen Kraftwerke allein oft die geforderte Leistung nicht mehr aufbringen, weshalb nach Einführung der Wechselstrom- oder Drehstromkraftwerke diese außerhalb der Städte angesiedelt wurden, oder an Stellen, wo Primärenergieträger besonders günstig zur Verfügung standen.
So wuchs die Zahl der Kraftwerke bis 1913 sprunghaft, wie die folgende Tabelle anhand der installierten Leistung zeigt:
|                                   | 1891 | 1895 | 1900 | 1906 | 1913  | 1925  | 1928  | 1948  | 1956   | 2000    | 2016    |
| Anzahl der Werke                  | 9    | 148  | 652  | 1338 | 4040  | 3372  | 4225  | --    | --     | --      | --      |
| Leistungsfähigkeit [MW]           | 11,6 | 40   | 230  | 720  | 2.100 | 5.683 | 7.894 | 6.175 | 18.900 | 121.296 | 215.990 |
| Durchschn. Leistung pro Werk [MW] |      | 0,27 | 0,35 | 0,54 | 0,52  | 1,69  | 1,87  | --    | 4,5    | --      | --      |

Durch den Einsatz größerer Einheiten sank die Anzahl der Werke, während die installierte Leistung weiter stieg. Kriegsbedingt war die installierte Leistung im Jahre 1948 geringer als 1928. Die Verdopplung der installierten Leistung zwischen den Jahren 2000 und 2016 ist auf die Ausbreitung der regenerativen Energieerzeugung zurückzuführen. Allerdings ist die installierte Leistung bei den regenerativen Energieerzeugern nicht kontinuierlich abrufbar, was sich in der Statistik der Volllaststunden niederschlägt, die für Kernkraftwerke bei ca. 7000 h/a liegt, bei Photovoltaik bei 914 h/a.

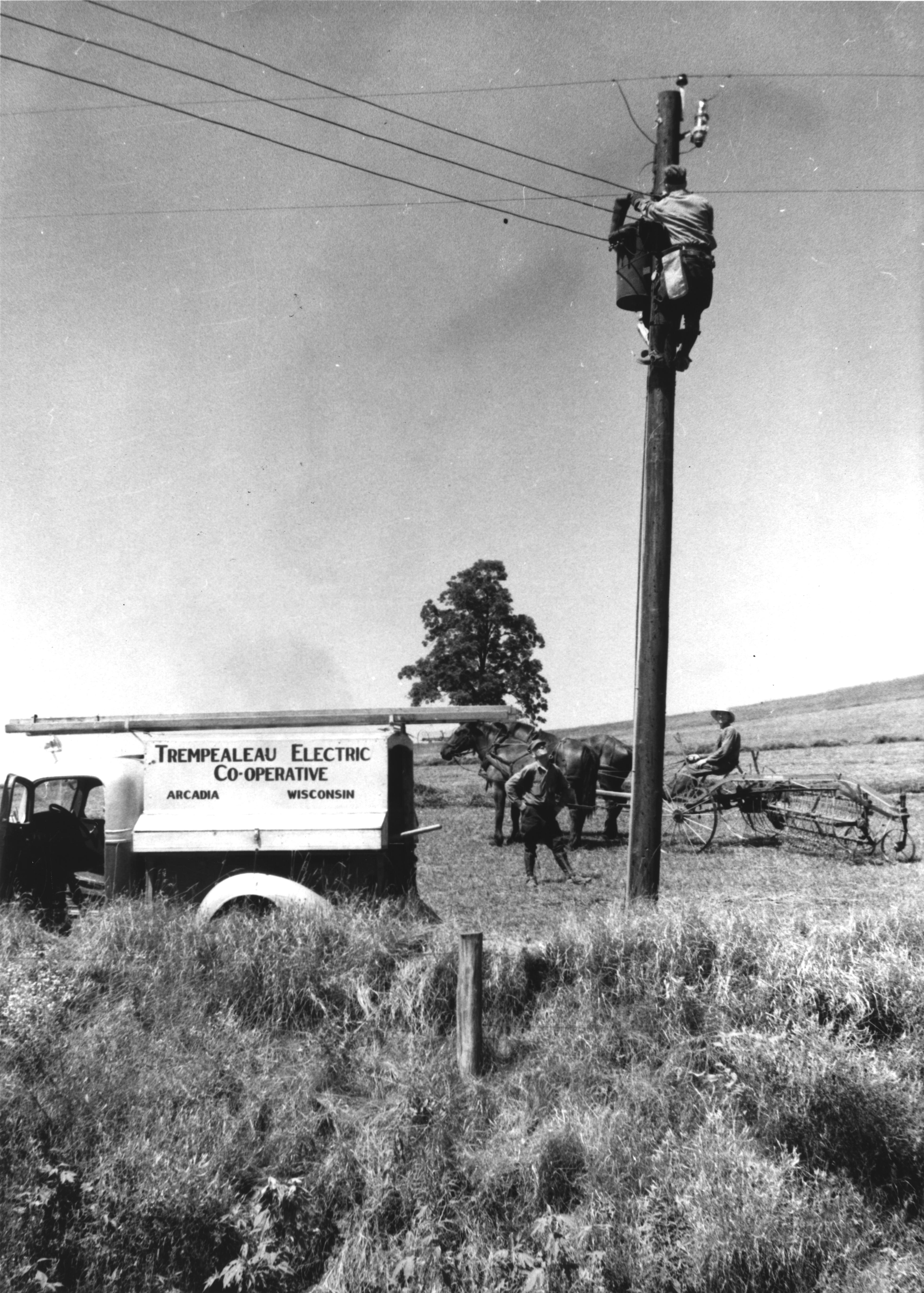
Elektrifizierung ländlicher Räume in den USA, 1930er Jahre

Die Vorteile der elektrischen Energie führten in den 1920er Jahren zu einer explosionsartigen Ausbreitung auch in ländliche Gebiete, die teilweise generalstabsmäßig vorangetrieben wurde, zum Beispiel in Bayern durch Oskar von Miller. Die Elektrifizierung wurde oft durch Privatunternehmen wie Mühlen, Brennereien und Sägewerke, aber auch „Electricitätsämter“ und vor allem im ländlichen Raum auch durch Genossenschaften oder gar Stiftungen realisiert, die teilweise auch die Erschließung der Gas- und Wasserversorgung übernahmen. So entstand beispielsweise die PreussenElektra, im Jahr 1927 aus dem Zusammenschluss der preußischen Elektrizitätsämter und Beteiligungen des preußischen Staates sowie einiger Stadtwerke. Die PreussenElektra legte im Jahre 1931 ein spezielles Kredit- und Mietsystem „Elthilfe“ auf, um den Erwerb elektrischer Geräte zu erleichtern und somit den Stromabsatz zu erhöhen.
Die hohen Kosten der Elektrifizierung führten im Laufe der Zeit zu einer Monopolisierung in der Elektrizitätswirtschaft, durch die die meisten öffentlichen oder genossenschaftlichen Energieversorgungsunternehmen (EVU) in den heute bekannten Groß-EVU aufgingen.

#### Schweiz
Bevor der Strom in der Mitte der Gesellschaft ankam, war die elektrische Beleuchtung ein Luxusgut, welches nur einer reichen Oberschicht vorbehalten war, wie die erste bekannte elektrische Beleuchtung 1879 im Hotel Engadiner Kulm in St. Moritz. Für die weiteren Entwicklungen gab es zwei wichtige Experimente, die den Weg der Elektrifizierung ebneten. Zum einen das sogenannte „Kriegsstetter Paradigma“ sowie das „Thorenberger Paradigma“.

##### Das Kriegsstetter Paradigma
Das Kriegstetter Paradigma bezieht sich auf die Kraftübertragung des Wasserkraftwerks in Kriegstetten in die 8 km weit entfernten Sphinx-Werke in Solothurn im Jahr 1886. Es gelang Charles Brown und Joseph Meyer von der Maschinenfabrik Oerlikon, einen Nutzeffekt (=Wirkungsgrad) von 75 % in der Übertragung von Gleichstrom zu erreichen. Damit konnte gezeigt werden, dass es möglich war, den Strom an einem Ort zu generieren und an einem anderen Ort zu nutzen. Dieser Strom war jedoch noch nicht für alle nutzbar, da der Betrieb der Übertragung und anschließenden Nutzung sehr teuer war.

##### Das Thorenberger Paradigma
Die Verteilung des Stroms an die Gesamtbevölkerung wurde durch das „Thorenberger Paradigma“ eröffnet. Fast zeitgleich zum Kriegstetten-Experiment wurde in Thorenberg bei Littau (CH) ein Elektrizitätswerk gebaut, welches Wechselstrom unter Hochspannung in die Stadt brachte. Mit Hilfe von Transformatorenstationen, die in der Stadt Luzern verteilt standen, wurde der Strom anschließend auf eine nutzbare Spannung transformiert und dann an die einzelnen Verbraucher verteilt hat. Somit konnten auch einzelne Haushalte, viel wichtiger aber noch die Stadtbeleuchtung, mit Strom versorgt werden.

##### Folgen
Mit diesen beiden Experimenten war es nun möglich, Strom dezentral zu produzieren und anschließend überall hin zu verteilen. Was aber noch nicht klar war, ob ein Wechselstrom- oder Gleichstromsystem genutzt werden sollte. Für beide Technologien gab es Vor- und Nachteile. Die Frankfurter Elektroausstellung (1891) spielte eine große Rolle darin, die verschiedenen Meinungen zu einen. Schlussendlich setze sich eine Mischung von Wechsel- und Gleichstrom durch. Der Wechselstrom sollte für die private Glühlichtbeleuchtung genutzt werden und der Gleichstrom für die öffentlichen Bogenlampen. Mit der Zeit entschieden sich viele Kommunen immer häufiger für das Wechselstromsystem. Grund dafür war unter anderem, dass der Strom in der Gesellschaft angekommen war und nun die Attraktivität durch tiefe Tarife erreicht wurde. Denn Wechselstrom konnte mit dünneren Kupferdrähten transportiert werden, welche schlussendlich billiger waren. Zusätzlich konnte so der Vorteil ausgenutzt werden, durch die skalierte Energieübertragung durch die hohe Spannung bei gleichem Aufwand mehr Nutzen zu generieren.

##### Entwicklungen bis heute
Während, sowie nach den Weltkriegen wuchs die Nachfrage nach Elektrizität an, und die Wasserkraftproduktion ermöglichte diesen Wachstum. Es gab einige Konflikte im Bau der Spannungsmasten, Umspannwerke und Stromleitungen, bis die Enteignung durch die Stromnetzbetreiber vom gesetzlicher Seite geklärt wurde. Die umfassende Verbreitung von elektrischen Geräten sowie die Einführung der Informatik steigerten die Nachfrage und Toleranz für die Bauten der Infrastruktur weiter, obwohl sie nach 1960 stagnierte. Heutzutage ist Strom und Elektrizität im modernen Alltag nicht mehr wegzudenken und die Stromversorgung ist in großen übernationalen Netzwerken organisiert.

#### Weltweit
In den USA wurde die Elektrifizierung ländlicher Räume erst in den 1930er Jahren im Rahmen des „New Deal“ in Form von Arbeitsbeschaffungsmaßnahmen durchgeführt, da im Jahr 1934 nur 11 % aller US-Farmen einen Stromanschluss hatten, während in den Ländern Europas wie Frankreich und Deutschland zur gleichen Zeit bereits an die 90 % aller Bauernhöfe elektrifiziert waren. In der Sowjetunion war mit dem 1920 verabschiedeten GOELRO-Plan der Ausbau der Stromnetze gemäß Lenins Parole „Kommunismus – das ist Sowjetmacht plus Elektrifizierung des ganzen Landes“ offizielle Staatsdoktrin.

### Konvergenz der Systeme
Bis in die 1950er-Jahre gab es je nach Region verschiedene Netze, die mit unterschiedlichen Spannungen und verschiedenen Netzfrequenzen arbeiteten. Die Gleichstromversorgung wurde in Frankfurt am Main erst 1959 endgültig eingestellt und durch Wechselstrom ersetzt. Bei Drehstrom wurden auch dessen Phasenzahl anfangs diskutiert: So favorisierte Nikola Tesla den Zweiphasenwechselstrom, dieser wird heute bei Schrittmotoren verwendet, während Michail von Dolivo-Dobrowolsky mit Kollegen bei der AEG das heute übliche System des Dreiphasenwechselstroms entwickelte.
Die Verschiedenheit der Stromversorgungssysteme war auf lokale Gegebenheiten und die unterschiedlichen Systeme zurückzuführen, die häufig zur Ausgrenzung von Konkurrenten eingesetzt wurden. Die unterschiedlichen Formen führten zu Komplikationen bei der Anschaffung von Elektrogeräten, was durch die Entwicklung von sogenannten Allstromgeräten, wie den ersten Röhrenempfänger in den 1920er und 1930er Jahren, nur teilweise aufgefangen werden konnte.

#### Netzfrequenz
Die Verwendung von Wechselstrom mit einer Netzfrequenz von 50 Hz in den europäischen Ländern geht auf Emil Rathenau, Gründer der AEG, zurück. Eine Veröffentlichung der AEG stellt 1901 fest: „Diese Zahl von 100 Wechseln ist die von der A. E. G. für ihre Drehstromanlagen als normal angenommene sekundliche Wechselzahl“, wobei 100 Wechsel oder Nulldurchgänge in der Sekunde einer Frequenz von 50 Hz entsprechen. Allerdings waren 50 Hz auch schon bei den ersten kommerziellen Wechselstromerzeugern üblich, den Alliance-Maschinen, einer speziellen Form des Induktors. Neben Wechselzahl waren zu der Zeit auch Begriffe wie Zyklenzahl, Pulszahl oder Perioden gebräuchlich. So wurden erste Wechselstromkraftwerke und die Installationen der Berliner Elektricitäts-Werke (BEW) auf 50 Hz ausgelegt. Von da an setzten sich die 50 Hz durch die „normative Kraft des Faktischen“ in Deutschland durch, da ein Zusammenschluss von Energienetzen damals prinzipiell nur bei gleicher Frequenzwahl oder mit Hilfe von Umformern erfolgen konnte. Die Vereinheitlichung dauert Jahrzehnte. So waren um 1946 in Europa folgende Netzfrequenzen üblich:
| Frequenz (Hz) | Region                                                               |
| ------------- | -------------------------------------------------------------------- |
| 25            | In Teilen von: Frankreich, Deutschland, Schweden, UK                 |
| 40            | In Teilen von: Belgien, Schweiz, UK                                  |
| 42            | In Teilen von: Tschechoslowakei, Ungarn, Italien, Portugal, Rumänien |
| 45            | In Teilen von: Italien                                               |
| 50            | Primäre Netzfrequenz im Großteil von Europa                          |
| 100           | Ausschließliche Verwendung in: Malta                                 |

Die Gründe zur Verwendung von 60 Hz in den USA sind wesentlich besser belegt. Die gewählte Frequenz von 60 Hz war ein Kompromiss aus den Erfordernissen von Großmaschinen für möglichst niedrige Frequenzen und denen der elektrischen Beleuchtung, die wegen des Flickers, der besonders bei Bogenlampen störend war, möglichst hohe Frequenzen benötigte.
Wie die Länderübersicht zu Netzfrequenzen und -spannungen zeigt, sind heute nur in wenigen Gebieten weder die nach US-amerikanischem, noch die nach westeuropäischem Standard üblichen 60 Hz oder 50 Hz als Netzfrequenz üblich. So gilt in Saudi-Arabien eine Netzfrequenz von 60 Hz, in benachbarten Golfanrainerstaaten wie den Vereinigten Arabischen Emiraten und Katar hingegen eine Netzfrequenz von 50 Hz. Im Stromnetz in Japan sind in verschiedenen Landesteilen unterschiedliche Netzfrequenzen von sowohl 50 Hz als auch 60 Hz in Gebrauch, was auf die unterschiedlichen Lieferanten der elektrischen Grundausstattung in den verschiedenen Landesteilen Anfang des 20. Jahrhunderts zurückgeht. Die Frequenz von 50 Hz hat die größte globale Verbreitung.

#### Netzspannung
Die Netzspannung im Niederspannungsnetz war in den USA schon recht früh auf 110 V bzw. den doppelten Wert von 220 V für elektrische Antriebe festgelegt. Die Verdopplung ergibt sich durch die Schaltung des Einphasen-Dreileiternetzes mit Mittelpunktanzapfung. Die Wahl von 110 V war durch Edisons Kohlefaden-Glühlampen motiviert, die für 100 V ausgelegt waren, und für die man eine Reserve für den Spannungsabfall auf den Leitungen benötigte.
Im europäischen Raum wurde die Spannung im Niederspannungsnetz auf 220 V verdoppelt, um die Verluste zu minimieren. Allerdings gab es in Deutschland, besonders in ländlichen Gegenden, noch bis in die sechziger Jahre hinein einzelne Netze mit 110 V. Im Rahmen der Systemkonvergenz und der Verdrängung der Gleichstromnetze wurden in Europa praktisch alle Anschlüsse auf das Dreiphasensystem mit Neutralleiter umgestellt. Die Spannung von 220 V bis 240 V zwischen einem Außenleiter und dem Neutralleiter blieb bei dem Sollwert von 220 V bis 240 V, ab 1985 wurden diese leicht unterschiedlichen Spannungen auf 230 V harmonisiert, die Spannung zwischen zwei Außenleitern beträgt die um den Verkettungsfaktor höhere Spannung von 380 V (bzw. 400 V) und ist für den Anschluss von größeren Verbrauchen und elektrischen Antrieben vorgesehen.
Während in den Höchstspannungsnetzen mit mehr als 110 kV und im Niederspannungsbereich einheitliche Spannungen verwendet werden, finden sich in der Mittelspannungsebene, die von lokalen Stromversorgern betrieben wird, historisch bedingt oft noch diverse Spannungsebenen. Die Vereinheitlichung ist neben der Normung durch die hohen Zusatzkosten getrieben, die eine Sonderspannung mit sich bringen würde.

### Elektrifizierung heute

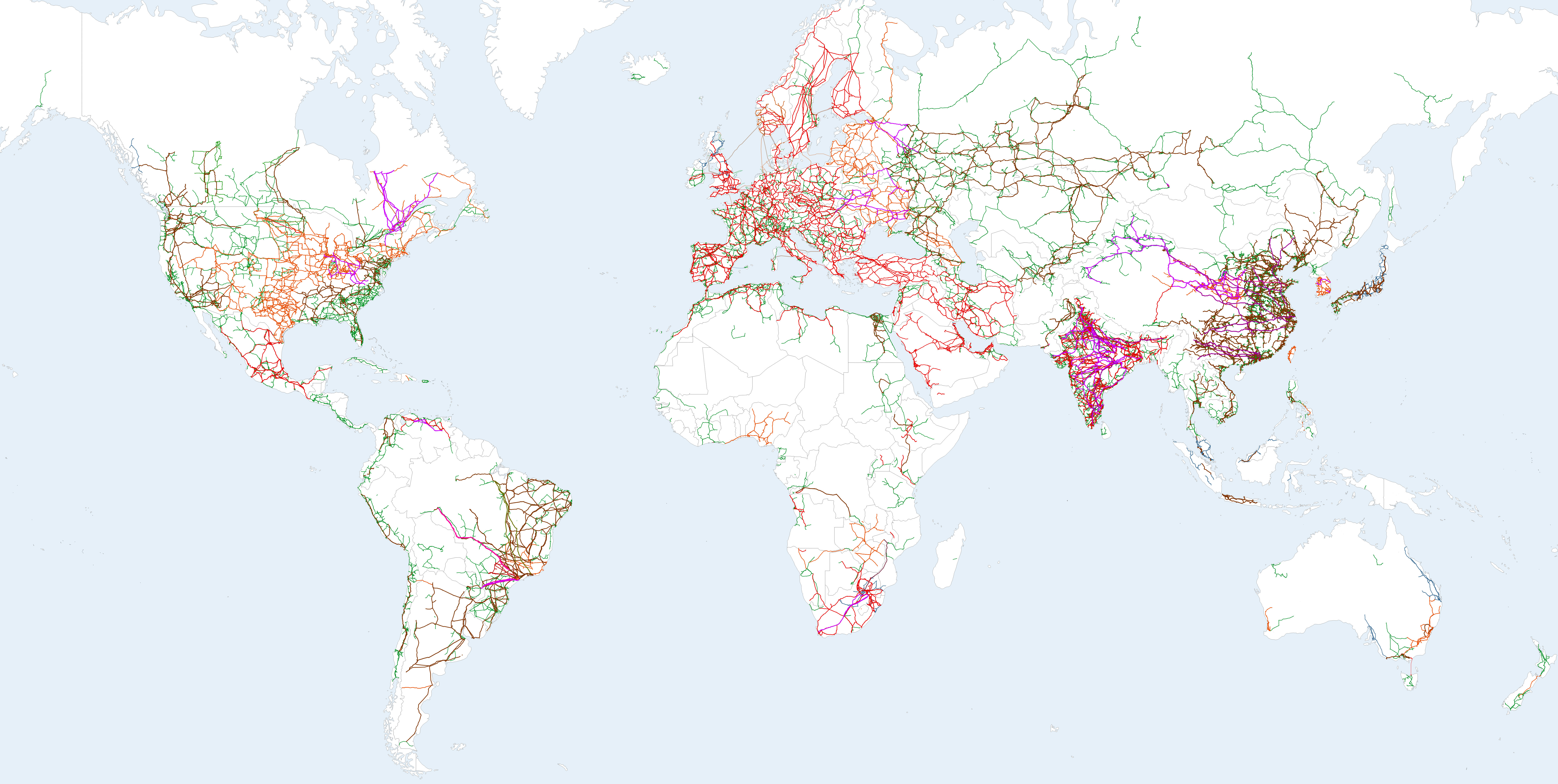
Hochspannungsleitungen weltweit im Jahre 2022

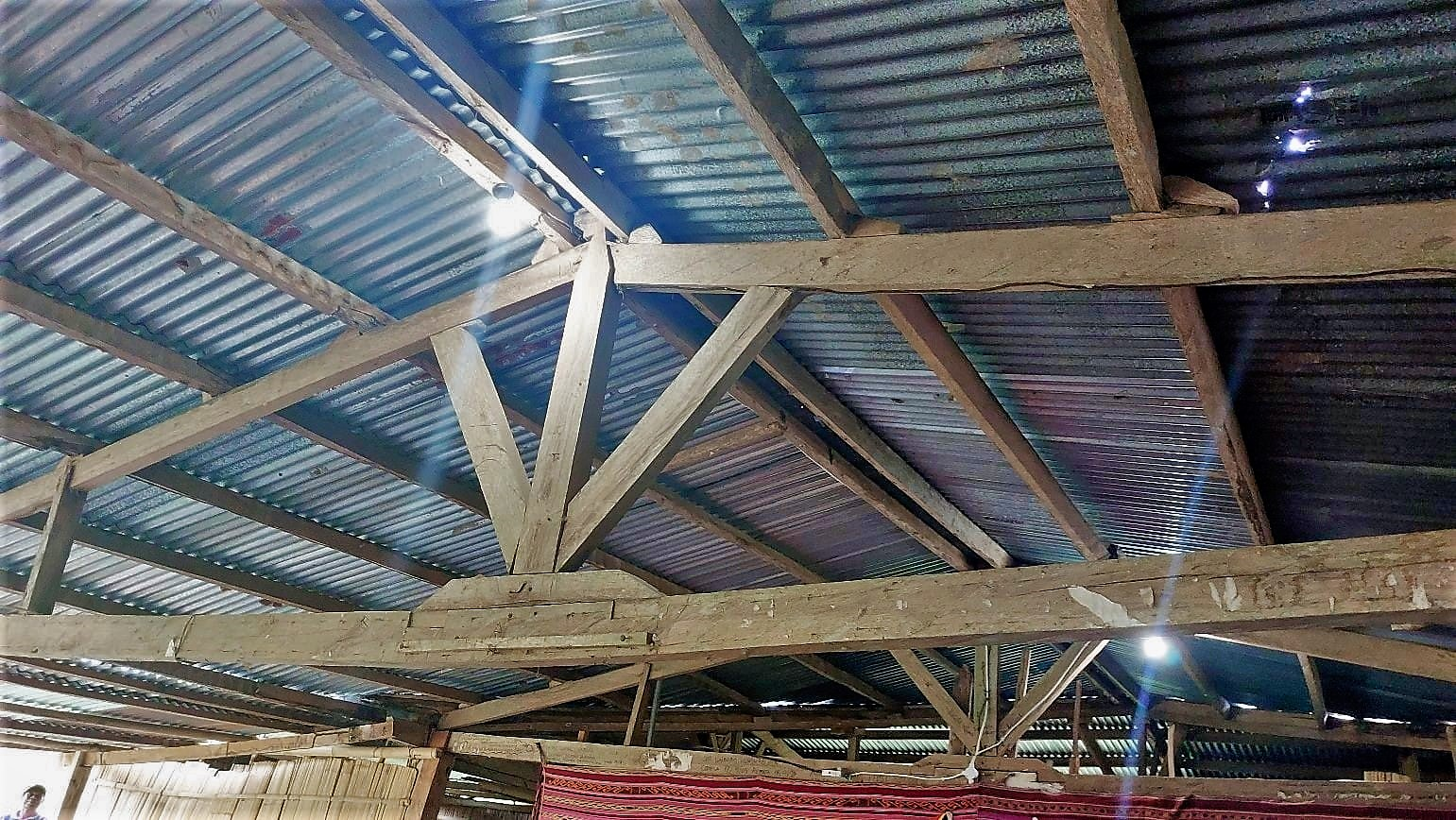
Inbetriebnahme des Anschlusses des Dorfes Uaibobo (Osttimor) an das Stromnetz (2022).

Weltweit ist die Elektrifizierung noch nicht abgeschlossen. Nach Angaben der Internationalen Energieagentur (IEA) gibt es mehr als 1,4 Milliarden Menschen ohne Zugang zu Strom. Die meisten davon leben in Afrika südlich der Sahara (589 Millionen) und Asien (930 Millionen). Angesichts der in vielen Ländern nur schleppend voranschreitenden Elektrifizierung rechnet man mit nur langsam zurückgehenden Zahlen. Für Afrika wird von der IEA bis 2030 wegen der dortigen Bevölkerungsexplosion sogar eine steigende Zahl von Menschen ohne Zugang zur Elektrizität prognostiziert.
Größte Herausforderung ist hierbei die ländliche Elektrifizierung. In zahlreichen Ländern Afrikas haben weniger als 20 % der ländlichen Bevölkerung Zugang zur Elektrizität. Aufgrund des in diesen Ländern vorherrschenden Kapitalmangels und relativ geringen Strombedarfs im ländlichen Raum (Hauptbedarf Beleuchtung, Radio und Mobiltelefon, monatlicher Bedarf in der Regel unter 20 kWh) ist der Ausbau der nationalen Netze in ländlichen Gegenden oft weder kurzfristig finanzierbar noch ökonomisch sinnvoll. Als Alternative zum Netzausbau bieten sich Inselnetze an. Dabei unterscheidet man zwischen isolierten Haussystemen („Solar Home Systems“, in der Regel mit Gleichstrom betrieben) und kleineren Wechselspannungsnetzen, die sich durch eine zentrale Energieversorgung mit örtlichem Verteilsystem auszeichnen. Als Primärenergie dienen erneuerbare Energien wie Solarenergie, kombiniert mit Dieselgeneratoren oder Solarbatterien, häufig auch alten Kfz-Batterien.

## Elektrifizierung von Bahnstrecken

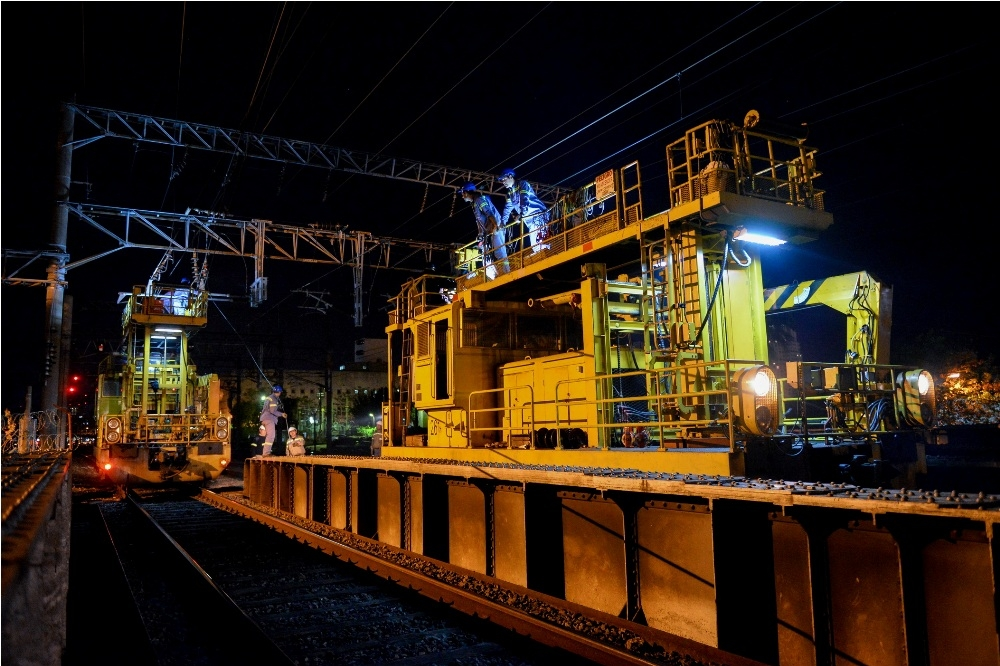
Elektrifizierung der Ferrocarril General Roca in Argentinien (2015)

Elektrifizierung nennt man speziell die Ausrüstung einer Eisenbahnstrecke mit Oberleitung oder Stromschiene zur Stromversorgung, sodass anstelle von Dampf- oder Dieseltriebfahrzeugen elektrische Triebfahrzeuge mit Stromzuführung von außen zum Einsatz kommen können.
Bei Bahnstromsystemen, bei denen eine separate Versorgung mit Bahnstrom vonnöten ist, müssen Bahnkraftwerke, Unterwerke oder Umformerwerke errichtet werden.

### Historische Entwicklung
Die erste elektrisch betriebene Vollbahn in Deutschland war 1895 die 4,3 km lange Bahnstrecke Meckenbeuren–Tettnang, die von der Württembergischen Südbahn abzweigt. Im gleichen Jahr elektrifizierte in den Vereinigten Staaten auch die Baltimore & Ohio Railroad eine fünf Kilometer lange innerstädtische Tunnelstrecke für den Betrieb mit 700 Volt Gleichstrom über eine Oberleitung.
1902 wurde in Wöllersdorf in Niederösterreich die erste mit Hochspannung betriebene Drehstrombahn, und 1904 im Stubaital in Tirol die erste Hochspannungs-Wechselstrombahn der Welt in Betrieb genommen.
Ende 2017 waren rund 60 Prozent des Netzes der Deutschen Bahn elektrifiziert. Nach einer Auskunft von 2019 der damaligen Bundesregierung (Kabinett Merkel IV) wird ein Elektrifizierungsgrad von 70 Prozent angestrebt.
Siehe auch:
- Chronik der Elektrifizierung von Eisenbahnstrecken in Deutschland
- Chronik der Elektrifizierung von Eisenbahnstrecken in Österreich
- Chronik der Elektrifizierung von Eisenbahnstrecken in der Schweiz